# ウィリス M38
ウィリス M38（Willys M38）は、アメリカ合衆国で開発、運用された軍用車両である。本稿では、改良型のウィリス M38A1についても記述する。

## 概要
ウィリス M38は、アメリカ合衆国のウィリス・オーバーランド社によって開発された四輪駆動の小型軍用車両で、第二次世界大戦中にアメリカ軍によって大量使用されたジープの主要生産型である、ウィリス MBの直接の後継車種に相当する（M38のウィリス・オーバーランド社での名称はウィリス MCである）。1949年-1952年にかけて、約60,000両が生産された。
M38とウィリス MBの外観上の識別点としては、ヘッドライトが大きくなっている点などが挙げられる。M38は、民間市販車のCJ-3Aから改修された軍用型であるが、フレーム・サスペンションの強化、防水された24V電装システムなど、仕様はかなり異なっている。M38は朝鮮戦争に投入されたが、この時点ではまだ米軍車両の大半は、第二次大戦当時のジープであった。カナダでは、2,300両のM38がフォード・カナダ社でライセンス生産され、M38-CDNと呼称された。また、アメリカ陸軍武器科の補給品カタログにおいて用いられる命名法システムでは、M38はG740として参照される。
1952年からは、改良型のM38A1の製造が開始された。M38A1は、ウィリス・オーバーランド社ではウィリス MDと呼称され、1970年代まで生産された。米軍では、後継となるM151が登場した事により、1960年頃からは友好国への輸出がメインとなっていた。M38A1はエンジンを強力なものに換装した事で、エンジンフード（ボンネット）が丸みを帯びた形状になっている点が特徴的である。M38A1はM38を上回る、合計10万両以上が生産された。
広く一般に「ジープ」として知られるウィリス MBのフロントグリルの縦格子デザインは意匠権保護されており、フォード車での後継車種であるM151では横方向の格子になっているが、M38、M38A1はMBと同じウィリス社製のため、縦格子のデザインが踏襲されている。
戦後、日本の陸上自衛隊で使用された1/4tトラック、73式小型トラックは、ウィリス社のCJ-3系ジープを三菱自動車がライセンス生産したモデルがベースになっているため、M38の兄弟車両とも言える。一方、輸出の多かったM38A1は、自衛隊では使用されていない。

## 戦歴

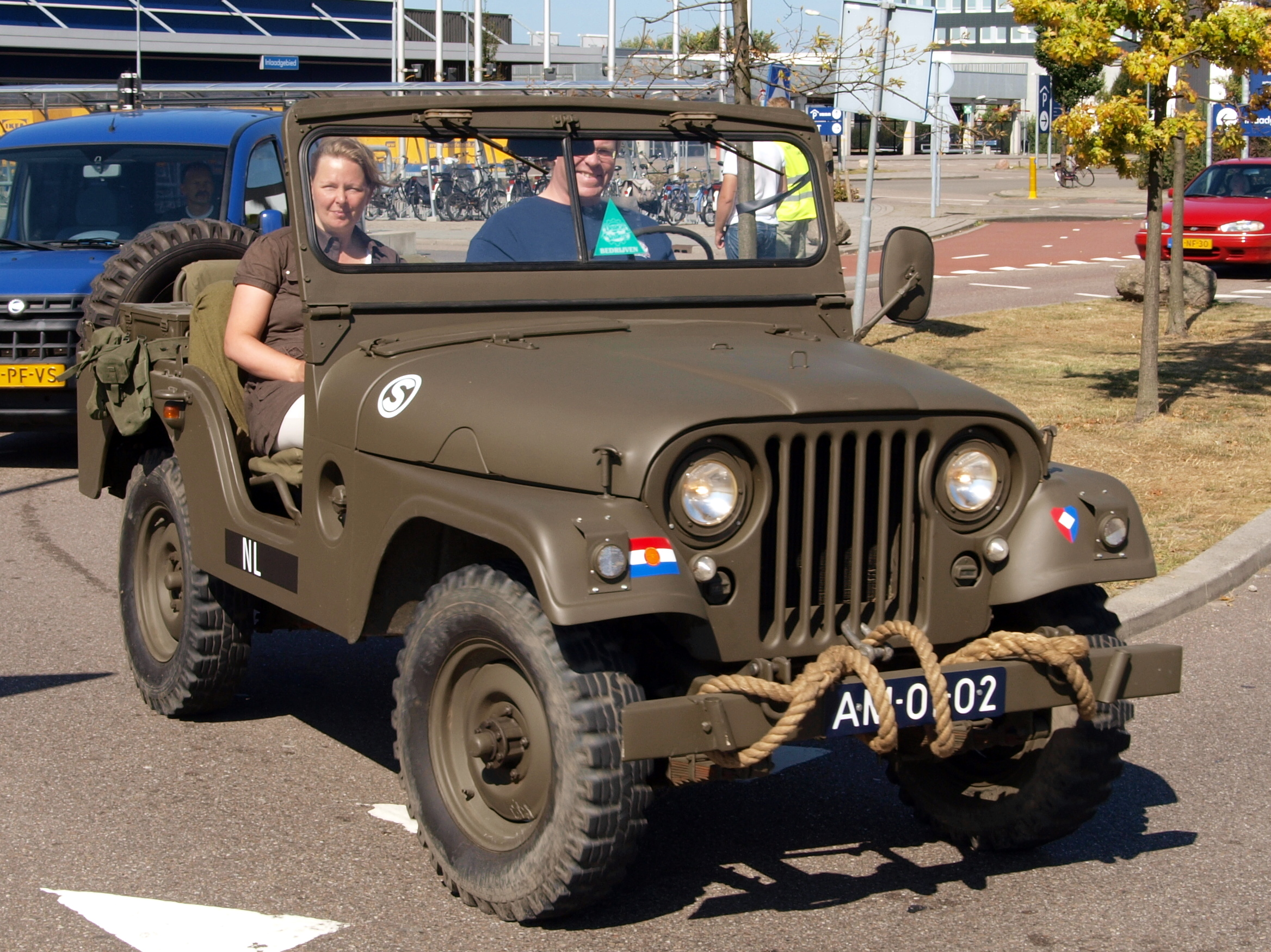
改良型のM38A1。丸みを帯びたボンネット形状が特徴

アメリカ軍のM38は朝鮮戦争で使用されたが、その後に発生したベトナム戦争では既にM151への更新が進んでおり、実戦での活躍機会は多くはなかった。
一方、友好国に輸出されたM38A1は世界の紛争地域で使用された。また、M38A1の民間市販型であるCJ-5がテクニカルに改造されるなどして、同じく紛争地帯で使用されている例もある。イスラエル国防軍は、1973年の第四次中東戦争などで多数のM38を使用しており、これらの車両は助手席にM1919機関銃あるいはFN MAG機関銃が装着されるなど、改造されている例も多い。

## バリエーション

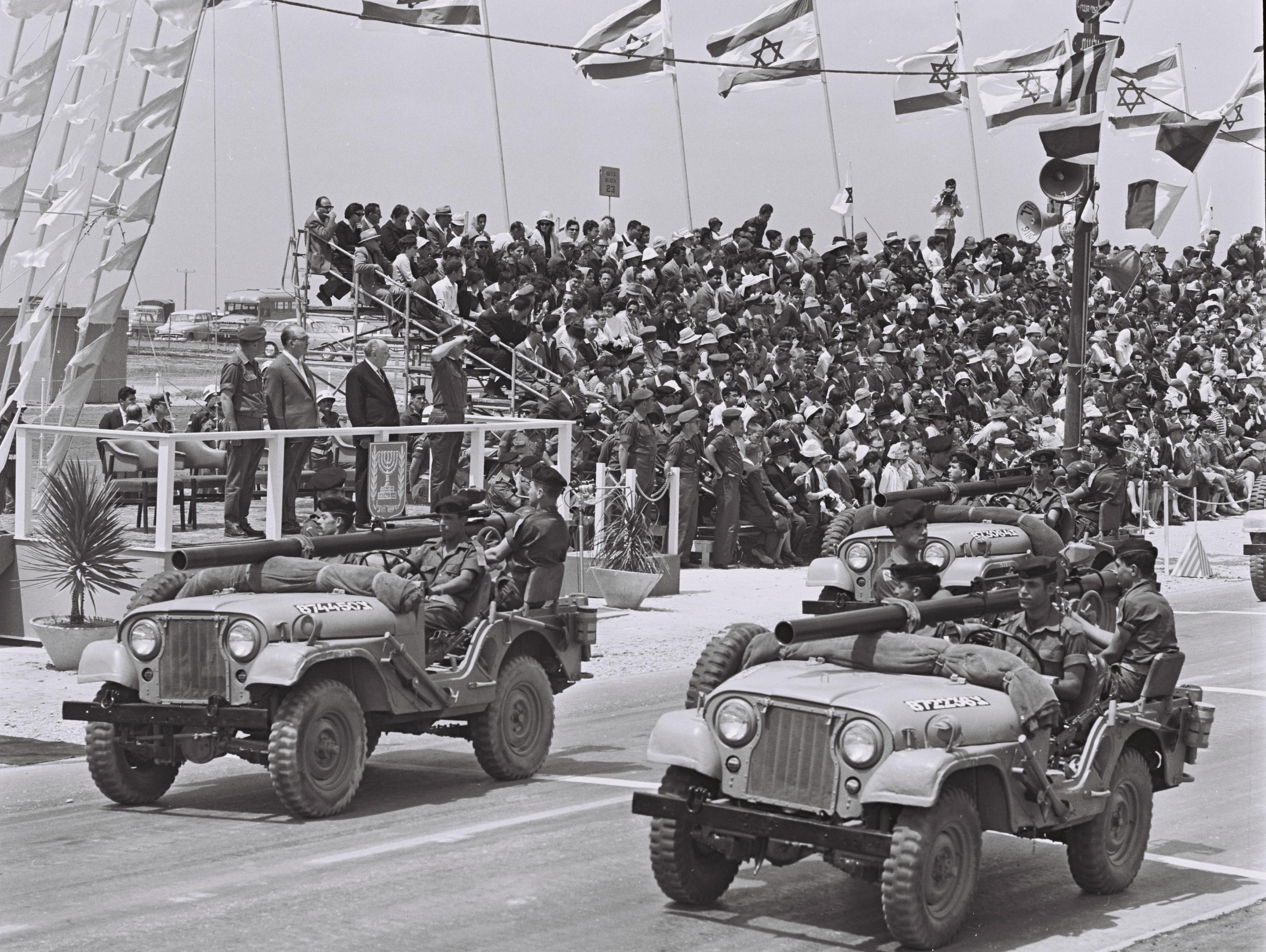
M40 106mm無反動砲を搭載したM38A1C。1964年、イスラエル国防軍所属の車両

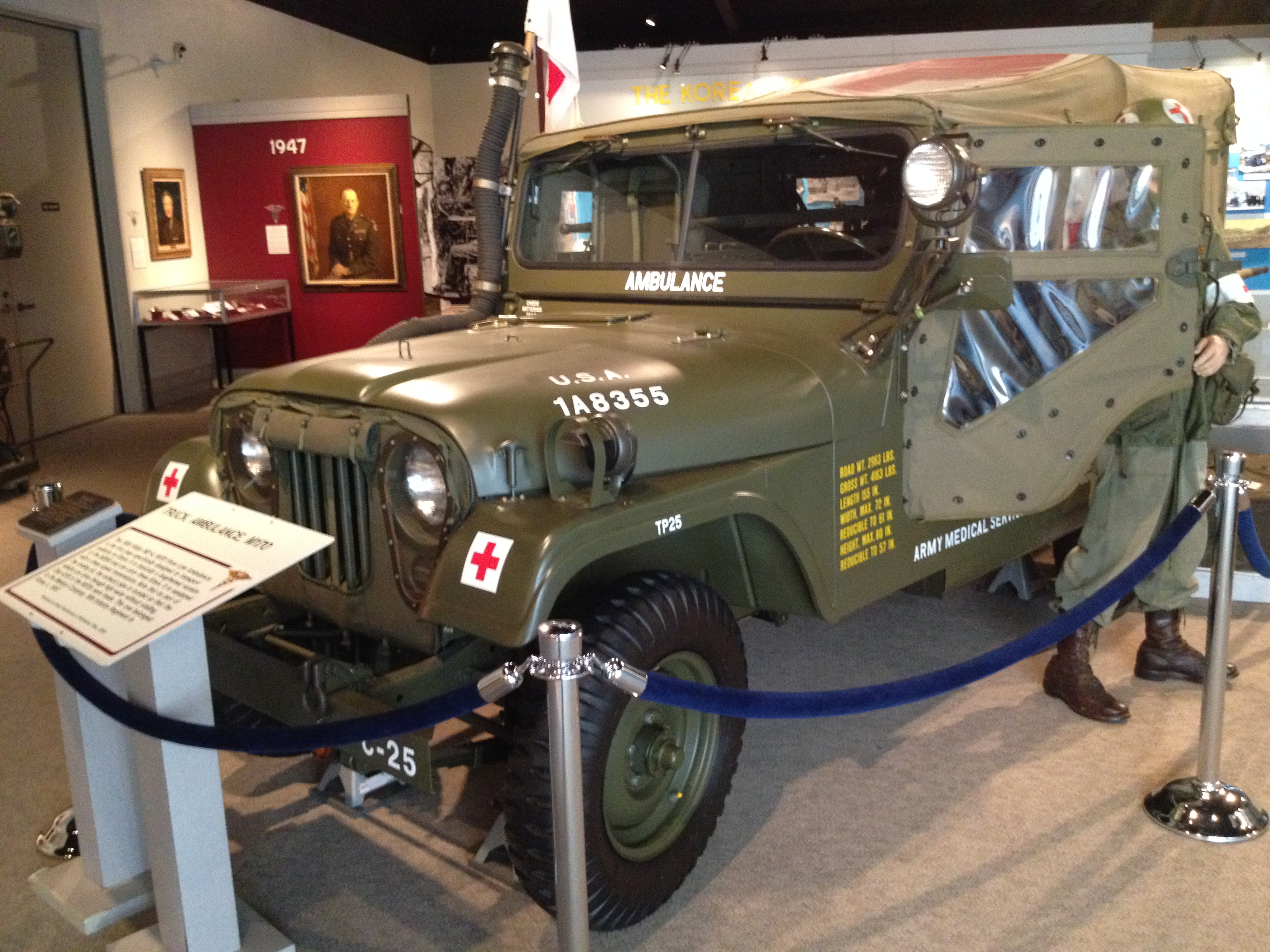
野戦救急車型のM170

CJ-3A
M38のベースになった民間市販車両。
CJ-3B
CJ-3Aの改良型の民間市販車両。
M606
CJ-3Bをアメリカ軍で使用した際の制式型番。
CJ-5
M38A1の民間市販型。
M38
1949年-1952年に生産。約6万両が生産された。モデル名はウィリス MC。
M38A1
1952年-1971年に生産。M38の改良型。約10万両が生産された。モデル名はウィリス MD。
M38A1C
M38A1にM40 106mm無反動砲を搭載した車両。砲身を通すため、フロントウィンドウが切り欠かれている。
M170
M38A1をベースに改造された野戦救急車型。6,500両生産。

## 使用国

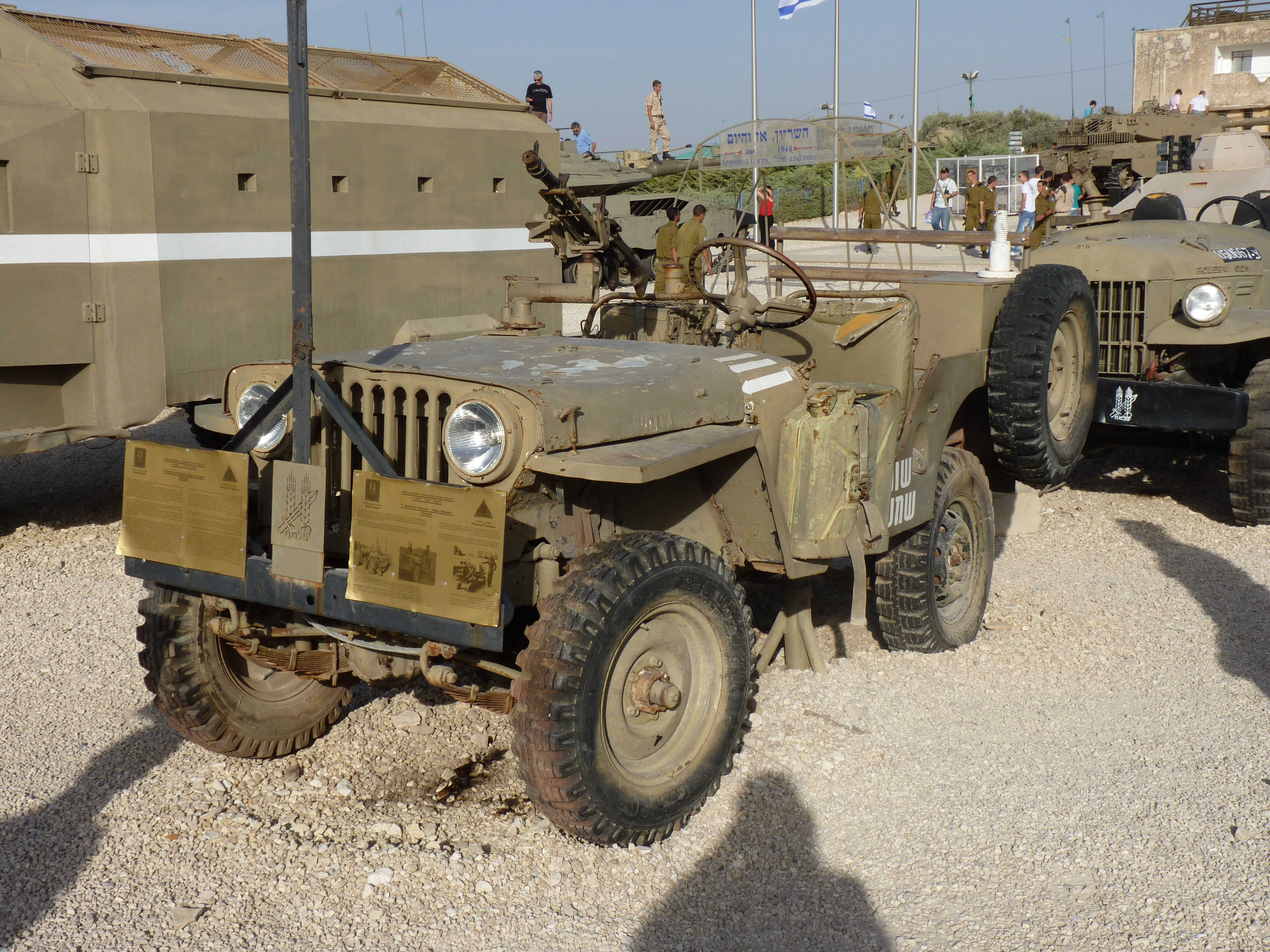
イスラエルのラトルン戦車博物館に展示されるM38、あるいはそのベースとなった市販型車両。助手席にMG34機関銃を装備している

- アメリカ合衆国
- イスラエル
- レバノン
- 中華民国